# Pratt (Kansas)
Pratt é uma cidade localizada no estado americano de Kansas, no Condado de Pratt.

## Demografia
Segundo o censo americano de 2000, a sua população era de 6570 habitantes.
Em 2006, foi estimada uma população de 6408, um decréscimo de 162 (-2.5%).

## Geografia
De acordo com o United States Census Bureau tem uma área de
19,5 km², dos quais 19,2 km² cobertos por terra e 0,3 km² cobertos por água. Pratt localiza-se a aproximadamente 575 m acima do nível do mar.

## Localidades na vizinhança
O diagrama seguinte representa as localidades num raio de 20 km ao redor de Pratt.